# Pablo Montes
Pablo Montes Casanova (L'Avana, 23 novembre 1947 – L'Avana, 26 ottobre 2008) è stato un velocista cubano.

## Palmarès
| Anno | Manifestazione      | Sede              | Evento          | Risultato | Prestazione | Note |
| ---- | ------------------- | ----------------- | --------------- | --------- | ----------- | ---- |
| 1967 | Giochi panamericani | Winnipeg          | 200 metri       | Bronzo    | 21"0        |      |
| 1967 | Giochi panamericani | Winnipeg          | Staffetta 4x100 | Argento   | 39"26       |      |
| 1968 | Giochi olimpici     | Città del Messico | Staffetta 4x100 | Argento   | 38"3        |      |
| 1971 | Giochi panamericani | Cali              | Staffetta 4x100 | Argento   | 39"84       |      |
| 1975 | Giochi panamericani | Città del Messico | Staffetta 4x100 | Argento   | 38"46       |      |